# پام دیل (کالیفرنیا)
پام دیل (به انگلیسی: Palmdale) شهری در شهرستان لس‌آنجلس، کالیفرنیا ایالت کالیفرنیا است که در سرشماری سال ۲۰۱۰، ۱۵۲۷۵۰ نفر جمعیت داشته‌است.